# Four Strong Winds
«Four Strong Winds» es una canción compuesta por el músico canadiense Ian Tyson a comienzos de la década de 1960 y grabada originalmente por el dúo de folk Ian and Sylvia.

## Historia
Parte significativa del folk revival a comienzos de la década de 1960, la canción es un reflejo melancólico de una relación romántica que termina. El cantante expresa el deseo de una posible reunión en un nuevo lugar en el futuro pero reconoce la posibilidad de que la relación haya terminado (But our good times are all gone, and I'm bound for moving on...). La canción tiene un contexto canadiense al incluir una mención explícita de la provincia Alberta, así como referencias a largos y fríos inviernos.
La canción fue un éxito en Canadá al alcanzar el top 10 en la lista de sencillos en octubre de 1963. Sin embargo, en los Estados Unidos, no obtuvo el mismo éxito. La versión de Ian and Sylvia, publicada por Vanguard Records, entró en la lista de la revista Cashbox en septiembre de 1963. Posteriormente, fue grabada por The Brothers Four en una versión que entró en la lista Billboard Hot 100 en octubre del mismo año.
Un año después, fue publicada por Bobby Rare con arreglos de country y alcanzó el puesto tres en la lista de sencillos de country de los Estados Unidos. También obtuvo un éxito notable en una versión en noruego con el título de "Mot ukjent sted", realizada por The Vanguards, así como en otra versión en sueco, con el título de "Mot okänt land", grabada por The Hep Stars. Neil Young grabó la canción en su álbum Comes a Time, con coros de Nicolette Larson, en 1978.
En 2005, los oyentes de CBC Radio One la escogieron como la mejor canción canadiense de todos los tiempos en la serie 50 Tracks: The Canadian Version.

## Versiones
Como clásico del folk, «Four Strong Winds» ha sido versionada por una larga lista de músicos, incluyendo Hank Snow, The Seekers, Judy Collins, the Chad Mitchell Trio, Bob Dylan, Marianne Faithfull, The Searchers, John Denver, The Kingston Trio, Trini Lopez, Waylon Jennings, Chad and Jeremy, The Wolfe Tones, The Tragically Hip, Joan Baez, Vanity Fare, Glenn Yarborough,  Tony Rice, Johnny Cash, The Carter Family, Sarah McLachlan, David Wiffen y Schooner FareNeil Young.